# Open Doors
Open Doors ist ein internationales überkonfessionelles christliches Hilfswerk, das sich in mehr als 70 Ländern der Welt für Christen einsetzt, die aufgrund ihres Glaubens diskriminiert oder verfolgt werden. Es ist Partnerorganisation der evangelikalen Weltweiten Evangelischen Allianz. Die deutsche Niederlassung (früher „Offene Grenzen“) befindet sich in Kelkheim bei Frankfurt am Main.
In der Öffentlichkeit ist Open Doors insbesondere durch die Veröffentlichung des Weltverfolgungsindex bekannt, einer gewichteten Auflistung von 50 Ländern, die das Ausmaß der Verfolgung und Benachteiligung von Christen aufgrund ihres Glaubens verdeutlichen will. Der größere Teil der Arbeit von Open Doors findet eigenen Angaben zufolge jedoch in Form von Hilfsprojekten in ebendiesen Ländern statt, häufig auch durchgeführt von Partnerorganisationen.

## Geschichte
Die Organisation wurde 1955 von dem Niederländer Anne van der Bijl gegründet, der als Bruder Andrew oder „der Schmuggler Gottes“ weltweit bekannt wurde. 1955 bereiste er das sozialistische Polen, wo er auf die Lage der Christen aufmerksam wurde, die aufgrund ihres Glaubens unter großer Repression standen. Ab 1957 fuhr van der Bijl regelmäßig mit einem VW Käfer in die Länder hinter dem Eisernen Vorhang. Dabei schmuggelte er in seinem Gepäck Bibeln in den jeweiligen Landessprachen, die er an einheimische Christen weitergab. Aus diesem Ein-Mann-Dienst entwickelte sich das international tätige Hilfswerk Open Doors.
Zu Beginn standen die kommunistischen Länder Osteuropas und China im Fokus der Arbeit. Seit 1978 engagiert sich Open Doors insbesondere für verfolgte Christen im Nahen Osten sowie in anderen islamischen Ländern.
Um über die Lage der verfolgten Christen zu informieren, hat die Organisation im Laufe der Jahre in mehr als 20 Ländern in Europa, Australien, Asien sowie Nord- und Südamerika Open-Doors-Büros eröffnet. In der Schweiz wurde 1979 der Verein Portes Ouvertes gegründet, der seinen Sitz in Romanel-sur-Lausanne hat. Für die Deutschschweiz gibt es ein Büro in Burgdorf. In Deutschland entstand 1980 der Verein Open Doors Deutschland e. V., der inzwischen mit etwa 70 hauptamtlichen Mitarbeitern von Kelkheim aus die Arbeit in Deutschland koordiniert. Vorstandsvorsitzender ist Markus Rode.

## Arbeitsweise
Der Verein versteht sich nach eigenen Angaben nicht als klassische Menschenrechtsorganisation, sondern als christliches Hilfswerk, das sich an die Seite von verfolgten Christen stellt. Er versucht mit seiner Arbeit der in Artikel 18 der Allgemeinen Erklärung der Menschenrechte der Vereinten Nationen garantierten Religionsfreiheit Geltung zu verschaffen.
Zu den Zielen gehört nach eigenen Angaben die Stärkung der Kirche dort, wo sie verfolgt und unterdrückt wird. Das geschieht durch
- Lieferung und Druck von Bibeln und Schriften, christlichen Büchern und Unterrichtsmaterial für Sonntagsschulen oder durch Einrichtung von Druckereien und Buchläden
- Schulungen von kirchlichen Mitarbeitern und Laien, also Organisation von Ausbildungskursen für Pastoren und Mitarbeiter mit dem Schwerpunkt Theologie, sowie Seminare zur Vorbereitung auf Verfolgung, aber auch die Durchführung von Alphabetisierungskursen
- Hilfe zur Selbsthilfe für die Gründung von Kleinunternehmen und Sozialwerken
- Ganzheitliche Unterstützung durch geistliche und finanzielle Hilfen für Gemeinden, neue Christen, Gefangene und ihre Angehörige sowie Familien von aufgrund ihres Glaubens ermordeter Christen
- Nothilfeprojekte wie die Soforthilfe und Lieferung von Hilfsgütern in Konfliktgebiete

Die Arbeit geschieht nach eigenen Angaben in Zusammenarbeit mit einheimischen Gemeinden, wenn auch zum Schutz der einheimischen Christen häufig im Untergrund.
In den Teilen der Welt, in denen Christen keiner Verfolgung ausgesetzt sind, informiert Open Doors die Kirche und die Öffentlichkeit über das Schicksal verfolgter Christen, fördert Gebetskampagnen, initiiert Petitionen für gefangene Christen und finanziert und koordiniert Hilfsprojekte. Dazu halten Mitarbeiter Vorträge in Kirchen und Gemeinden, um für das Thema Christenverfolgung zu sensibilisieren und zum Gebet für verfolgte Christen zu ermutigen. Hierbei gelte, so Open Doors, der biblische Grundsatz: „Wenn ein Glied leidet, leiden die anderen Glieder mit“ (1 Kor 12,26 ).
Der Verein wird häufig als Missionswerk bezeichnet, betreibt jedoch nach eigenen Angaben selbst keine Mission.

## Glaubensgrundlage
Das überkonfessionelle Werk will nach eigenen Angaben den Christen weltweit dienen, die aufgrund ihres Glaubens leiden und verfolgt werden.
Open Doors arbeitet auf der Grundlage des Apostolischen Glaubensbekenntnisses. Open Doors ist überkonfessionell für verfolgte Christen aktiv. Unter anderem macht dies der regelmäßig veröffentlichte Weltverfolgungsindex deutlich, der nicht nur verfolgte evangelikale Christen auflistet, sondern Christen aller Konfessionen bzw. Denominationen beinhaltet.

## Weltverfolgungsindex
Open Doors veröffentlicht seit 2002 jährlich den selbst ermittelten „Weltverfolgungsindex“ (englisch: World Watch List). Der Index ist eine Liste von 50 Ländern, die das Ausmaß der Verfolgung und Benachteiligung von Christen aufgrund ihres Glaubens verdeutlicht. Zuvor wurde die Rangliste seit 1993 für interne Zwecke aufbereitet; anhand des Index sollten die Schwerpunkte der Arbeit von Open Doors ausgerichtet werden. Laut eigener Aussage sollen durch den Weltverfolgungsindex „Kirchen, Medien, Politik und Gesellschaft auf die Situation der bedrängten Kirche aufmerksam gemacht werden und zum Einsatz für die weltweit am stärksten unterdrückte Glaubensgemeinschaft ermutigt werden“.
Der aktuelle Index wurde am 15. Januar 2025 veröffentlicht. Nachfolgende Länder werden auf den ersten zehn Positionen geführt. Nordkorea belegt erneut den ersten Platz im Negativranking.
| Weltverfolgungsindex 2025 | Weltverfolgungsindex 2025 |
| Rang                      | Land                      |
| ------------------------- | ------------------------- |
| 1                         | Nordkorea                 |
| 2                         | Somalia                   |
| 3                         | Jemen                     |
| 4                         | Libyen                    |
| 5                         | Sudan                     |
| 6                         | Eritrea                   |
| 7                         | Nigeria                   |
| 8                         | Pakistan                  |
| 9                         | Iran                      |
| 10                        | Afghanistan               |

Zur Ermittlung des Weltverfolgungsindex werden verschiedene Aspekte der Religionsfreiheit mit Hilfe eines Fragenkatalogs beleuchtet:
- Der offizielle Status der Christen; dazu gehört z. B. die Rechtslage im untersuchten Land.
- Die allgemeine Situation der Christen; es werden u. a. konkrete Fälle von Verfolgung untersucht.
- Staatliche Reglementierungen
- Weitere Faktoren wie z. B.: Gesellschaftliche Situation für Christen, Verhalten von Anhängern der Mehrheitsreligion gegenüber Christen oder die Situation von Christen in Familienverbänden.

Bei den Untersuchungen wird besonders auf die Auswirkung der Verfolgung auf den Einzelnen geachtet. Es wird versucht, die Lebenswirklichkeit von verfolgten Christen zu erfassen, indem fünf Lebensbereiche untersucht werden:
1. Privatleben: Im Zusammenhang mit der Religionsfreiheit wird vom forum internum gesprochen, dem die Gedanken- und Gewissensfreiheit zugeordnet ist. Hierbei geht es um die Frage, ob Christen ihren persönlichen Glauben zu Hause ungestört ausleben können, z. B. durch Beten oder Lesen der Bibel.
2. Familienleben: Es wird untersucht, ob der Staat oder der Familienverband versucht, einen Christen innerhalb seiner Familie an der Ausübung oder Weitergabe seines Glaubens zu hindern.
3. Soziales Leben: Die persönliche Bewegungsfreiheit und ungehinderte Teilnahme am sozialen Leben wird untersucht.
4. Leben im Staat: Hierbei geht es um die Frage, ob Christen ungehindert am öffentlichen Leben und an der Zivilgesellschaft teilhaben können.
5. Kirchliches Leben: Hier wird danach gefragt, inwieweit Christen ihren Glauben in Gemeinschaft praktizieren können.

Noch einmal gesondert wird danach gefragt, in welchem Maße es in den genannten fünf Bereichen neben sozialem Druck auch zu physischer Gewalt kommt.

### Kritik an Methoden und Ergebnissen des Weltverfolgungsindex
2013 gaben die katholische Deutsche Bischofskonferenz (DBK) und die Evangelische Kirche in Deutschland (EKD) erstmals einen eigenen, von dem Menschenrechtsexperten der Universität Kassel Theodor Rathgeber verfassten Ökumenischen Bericht zur Religionsfreiheit von Christen weltweit heraus. Dieser stützt sich auf Erhebungen des amerikanischen Pew Research Center, die auf Daten des US-Außenministeriums zur Lage der Religionsfreiheit und auf anderen internationalen Erhebungen basieren. Auch dieser Bericht kommt zu dem Schluss, dass Christen weltweit am stärksten unterdrückt werden, stellt aber gleichzeitig fest, „dass in aller Regel Restriktionen nicht spezifisch gegen Christen gelten, sondern ein gesellschaftliches Milieu anzeigen, in dem andere religiöse Gemeinschaften wie auch religionsungebundene Vereinigungen in vergleichbarer Weise betroffen sind.“ Bei der Vorstellung des Berichts ging der evangelische Auslandsbischof Martin Schindehütte auch auf die Unterdrückungsschätzungen von Open Doors ein. Die damalige Angabe von rund 100 Millionen verfolgter Christen gelte in den beiden großen Kirchen als unseriös, weil sie nicht überprüfbar sei. Der eigene Bericht gehe zurückhaltender mit den Opferzahlen um. Schindehütte machte auch eine Tendenz bei Open Doors aus, die Unterdrückung von Christen vor allem dem Islam anzulasten. Der Welt-Redakteur Matthias Kamann konstatierte in seinem Bericht über die Veröffentlichung des Ökumenischen Berichts zur Religionsfreiheit von Christen weltweit unter Verweis auf die darin enthaltene Einschätzung der Religionsbenachteiligung in Großbritannien als „hoch“ (gleichauf mit den meisten arabischen Staaten und Belarus) und in Kanada als „gering“ (trotz strikter Säkularisierung in manchen Provinzen), dass auch den beiden großen Kirchen mit ihrer Studie eine Klärung aller Streitfragen nicht gelungen sei – zu sehr sei „das Thema Religionsfreiheit und Christenverfolgung von Interpretationen und Interessen geprägt“.
Matthias Kamann nannte anlässlich der Vorstellung des Weltverfolgungsindex 2015 die unscharfe Datenerfassung einen Nachteil des Erhebungsverfahrens von Open Doors. Die hohe Zahl von geschätzten 100 Millionen verfolgter Christen sei nur nachvollziehbar, wenn man bereit sei, auch Diskriminierung als „Verfolgung“ zu bezeichnen. Unsicherheiten ergäben sich auch, weil unklar bliebe, wie viele Fragebögen zur Erhebung der Lage in den einzelnen Ländern eingesetzt würden und auf welche Gewährsleute sich der Weltverfolgungsindex stütze. Auch dürfe manche Gefährdung von Christen nicht als „Verfolgung“ gerechnet werden. So stünden in Mexiko alle Gruppierungen, die sich den Drogenkartellen entgegenstellen, in der Gefahr, angegriffen zu werden. Das sei keine spezifische Situation von Christen.
Als Reaktion auf die Kritik wurde u. a. die Methodik laut Open Doors „so transparent wie möglich gestaltet“ und veröffentlicht. Zusätzlich hat Open Doors einen FAQ-Katalog und eine Erklärung des verwendeten Verfolgungsbegriffs veröffentlicht. Darin wird angeführt, dass Quellen meist nicht öffentlich gemacht werden könnten, da ungeschminkte Aussagen über Verfolgung in der Regel Sanktionen für die Gewährsleute nach sich zögen. Zudem werde in den Länderprofilen auch auf nichtreligiöse Faktoren, die zu Verfolgung führen, hingewiesen sowie ggf. auch auf Verfolgungen anderer Religionen. Allerdings habe Open Doors als christliches Hilfswerk den Auftrag, verfolgte Christen zu unterstützen und auf Christenverfolgung hinzuweisen; die Fokussierung auf dieses Thema entspreche also der Satzung von Open Doors.
Zur Erklärung des weiten Verständnisses des Begriffs „Verfolgung“ verweist Open Doors u. a. auf Aussagen des UN-Flüchtlingshilfswerks und der EU-Richtlinie 2004/83/EG sowie allgemein darauf, dass es keine (juristische) Definition des Begriffs gibt.